# Paranerita klagesi
Paranerita klagesi är en fjärilsart som beskrevs av Rothschild 1909. Paranerita klagesi ingår i släktet Paranerita och familjen björnspinnare. Inga underarter finns listade i Catalogue of Life.